# 61-ша піхотна дивізія (Третій Рейх)
61-ша піхотна дивізія (Третій Рейх) (нім. 61. Infanterie-Division) — піхотна дивізія Вермахту за часів Другої світової війни.

## Історія
61-ша піхотна дивізія була сформована 8 серпня 1939 року в ході 2-ї хвилі мобілізації Вермахту.

## Райони бойових дій
- Польща (вересень 1939 — травень 1940);
- Бельгія (травень 1940 — червень 1941);
- Східний фронт (північний напрямок) (червень 1941 — липень 1944);
- Східний фронт (центральний напрямок) (липень — жовтень 1944).

## Командування

### Командири
- генерал від інфантерії Зігфрід Геніке (нім. Siegfried Haenicke) (8 серпня 1939 — 27 березня 1942);
- генерал-майор Франц Шайдіс (нім. Franz Scheidies) (27 березня — 7 квітня 1942), загиблий у бою[1];
- генерал-лейтенант Вернер Гюнер (нім. Werner Hühner) (7 квітня 1942 — 1 лютого 1943);
- генерал-лейтенант Гюнтер Краппе (нім. Günther Krappe) (1 лютого — 30 квітня 1943);
- генерал-лейтенант Готтфрід Вебер (нім. Gottfried Weber) (30 квітня — 1 травня 1943);
- генерал-лейтенант Гюнтер Краппе (1 травня — 11 грудня 1943);
- генерал-майор Йоахім Альбрехт фон Блюхер (нім. Joachim Albrecht von Blücher) (11 грудня 1943 — 1 лютого 1944);
- генерал-лейтенант Гюнтер Краппе (1 лютого — жовтень 1944).

## Нагороджені дивізії
Нагороджені дивізії
|  | Кавалери Нагрудного знаку ближнього бою в золоті                                                           | 3 |
|  | Кавалери Золотого Німецького Хреста                                                                        | 90 |
|  | Кавалери Лицарського хреста Залізного хреста з Дубовим листям                                              | 4 (№ 311 гауптман Ганс-Готтард Пестке — 14.10.1943 № 473 оберфельдфебель Мартін Груштак — 14.05.1944 № 757 гауптман Трауготт Кемпас — 28.02.1945 № 767 майор Бруно Карчевскі — 05.03.1945) |
|  | Кавалери Лицарського хреста Залізного хреста                                                               | 43 |
|  | Кавалери Почесної відзнаки Сухопутних військ «Почесна застібка на орденську стрічку для Сухопутних військ» | 18 |

- Нагороджені Сертифікатом Пошани Головнокомандувача Сухопутних військ (5)